# Battle Royale (film)
Battle Royale (jap. バトル・ロワイアル, Batoru Rowaiaru) — japoński film akcji z 2000 roku, bazowany na kontrowersyjnej powieści Kōshuna Takamiego o tym samym tytule. 
Opowiada o grupie uczniów zmuszonych do walki na śmierć i życie na wyspie przez japoński rząd totalitarny (akcja dzieje się w przyszłości).
Film został uznany za kontrowersyjny i zakazano go w kilku krajach. Dystrybutor filmu, Toei Company, przez ponad dekadę odmawiał sprzedaży filmu jakiemukolwiek amerykańskiemu dystrybutorowi z uwagi na obawy przed kontrowersjami i pozwami, aż do kiedy Anchor Bay Films nabyło go w 2010 roku i wydało w modelu dystrybucji direct-to-video. Film otrzymał klasyfikację wiekową R15+, co jest rzadkie w Japonii. Wypuszczono go w 22 krajach.

## Obsada i twórcy
W rolach głównych wystąpili Tatsuya Fujiwara, Aki Maeda, Tarō Yamamoto i Takeshi Kitano, a także Masanobu Andō, Kou Shibasaki, Chiaki Kuriyama i Takashi Tsukamoto. 
Film wyreżyserował Kinji Fukasaku, a scenarzystą był jego syn Kenta. Produkcją zajęli się Masao Sato, Masumi Okada, Teruo Kamaya i Tetsu Kamaya, montażem Hirohido Abe, zdjęciami Katsumi Yanagishima, a muzyką Masamichi Amano. 